# Thelyterotarsus
Thelyterotarsus là một chi bọ cánh cứng trong họ Chrysomelidae.
Chi này được miêu tả khoa học năm 1882 bởi Weise.

## Các loài
Các loài trong chi này gồm:
- Thelyterotarsus curtus Lopatin in Lopatin & Konstantinov, 1994
- Thelyterotarsus syrdariensis Romantsov, 2003